# Hopp (film)
Hopp (eng: Hop) är en komedifilm från 2011 i regi av Tim Hill. Filmen är delvis spelfilm och animerad. Den hade världsbiopremiär den 1 april 2011.

## Handling
Under de senaste 4000 åren har påskharen bringat glädje och godis till barn över hela världen, men nu är det dags för en ny påskhare att fullfölja traditionen. Haren P.H. (Russell Brand) är näst i tur att ta emot den officiella titeln, men har ingen stor entusiasm om att bära chokladägg och Jellybeans. Han flyr till Hollywood i ett försök att finna berömmelse och rikedomar. Där råkar han bli påkörd av en bil med Fredde Hare (James Marsden) som förare. Fredde går med på att ge honom en plats att återhämta sig tills han blir frisk nog att ta sig hem igen. Men nu måste Fredde stoppa sin lurviga kompis från att göra hans liv till kaos. Med lite tur och en hel del tålamod kan kanske Fredde bli mannen som räddade påsken.

## Rollista
- James Marsden – Fred O'Hare
- Kaley Cuoco – Samantha "Sam" O'Hare
- Gary Cole – Henry O'Hare
- Elizabeth Perkins – Bonnie O'Hare
- Tiffany Espensen – Alex O'Hare
- David Hasselhoff – sig själv
- Chelsea Handler – mrs. Beck
- Dustin Ybarra – Cody
- Carlease Burke – receptionist
- Veronica Alicino – servitris
- Jimmy Lee Carter, Billy Bowers, Benjamin Moore Jr.,
Eric Dwight McKinnie, Joey Anthony Williams, 
Tracy Roman Pierce, Will Cleveland Smith – Blind Boys Of Alabama
- Coleton Ray – Fred som barn

### Engelska röster
- Russell Brand – E.B.
- Hugh Laurie – Mr. Bunny (E.B.s pappa)
- Hank Azaria – Carlos & Phil
- Django Marsh – E.B. som barn

### Svenska röster
- Nick Atkinson – Fredde Hare
- Anton Körberg – P.H.
- Tommy Körberg – P.H.s pappa
- Andrés Esteche – Carlos
- Henrik Ståhl – Filip
- Vanna Rosenberg – Sara Hare
- Lars-Göran Persson – herr Hare
- Katarina Ewerlöf – fru Hare
- Disa Lindgren Hamne – Anna Hare
- Göran Berlander – Hasselhoff
- Suzanna Dilber – fru Beck